# گوردون جامپ
گوردون جامپ (انگلیسی: Gordon Jump؛ ۱ آوریل ۱۹۳۲ – ۲۲ سپتامبر ۲۰۰۳) یک هنرپیشه اهل ایالات متحده آمریکا بود. وی بین سال‌های ۱۹۵۹ تا ۲۰۰۳ میلادی فعالیت می‌کرد.